# CAIC WZ-10
CAIC WZ-10 je střední dvoumístný dvoumotorový bitevní vrtulník zkonstruovaný čínskou společností CAIC. Plánovaná výroba má přesáhnout 200 kusů.

## Vývoj
ČLR usilovala o získání bitevních vrtulníků od 60. let 20. století, nikdo však nebyl ochoten jí takové stroje prodat. Čínský letecký průmysl proto nejprve vyvinul ozbrojené verze civilních vrtulníků a v první polovině 90. let zahájil vývoj domácího specializovaného bitevního typu WZ-10, jehož specifikace byly oznámeny roku 1994. V roce 1997 schválila státní komise maketu vrtulníku ve skutečné velikosti a v létě roku 1999 byl dokončen pozemní stend pro testy všech systémů. Na vývoji řady klíčových komponentů, které ČLR nedokázala vyvinout vlastními silami, výrobce stroje spolupracoval se zahraničními společnostmi Eurocopter (kompozitový rotor), AgustaWestland (reduktor) a Denel Aviation (zaměřovací, naváděcí a zbraňový systém). Přesto se WZ-10 potýká s řadou problémů, stroje jsou poruchové, vývoj řady komponentů se nepodařilo dokončit, přičemž vrtulníky pohánějí kanadské motory, nakupované přes různé prostředníky. Od roku 2006 probíhaly vojskové zkoušky zaměřené na bojovou efektivitu WZ-10 a přesnost výzbroje. Do roku 2011 bylo vyrobeno méně než 20 kusů WZ-10.

## Konstrukce
Jedná se o dvoumístný bitevní vrtulník klasické koncepce. Pilot sedí v přední kabině vybavené HUD a operátor zbraňových systémů v zadní. Vrtulník pohánějí dva turbohřídelové motory Pratt & Whitney Canada PT6C-67C o výkonu 1250 kW. Ty roztáčí pětilistý hlavní a čtyřlistý vyrovnávací rotor. Výzbroj tvoří jeden pohyblivý jednohlavňový kanón ráže 23, nebo 30 mm a až 1200 kg výzbroje na čtyřech podkřídelních závěsnících.

## Nasazení
První WZ-10 byly zařazeny do služby v roce 2009. Jednalo se o předsériové stroje s trupovými čísly LH 95101 až LH 95112 zařazené k 5. smíšenému vrtulníkovému pluku.

## Specifikace (WZ-10)

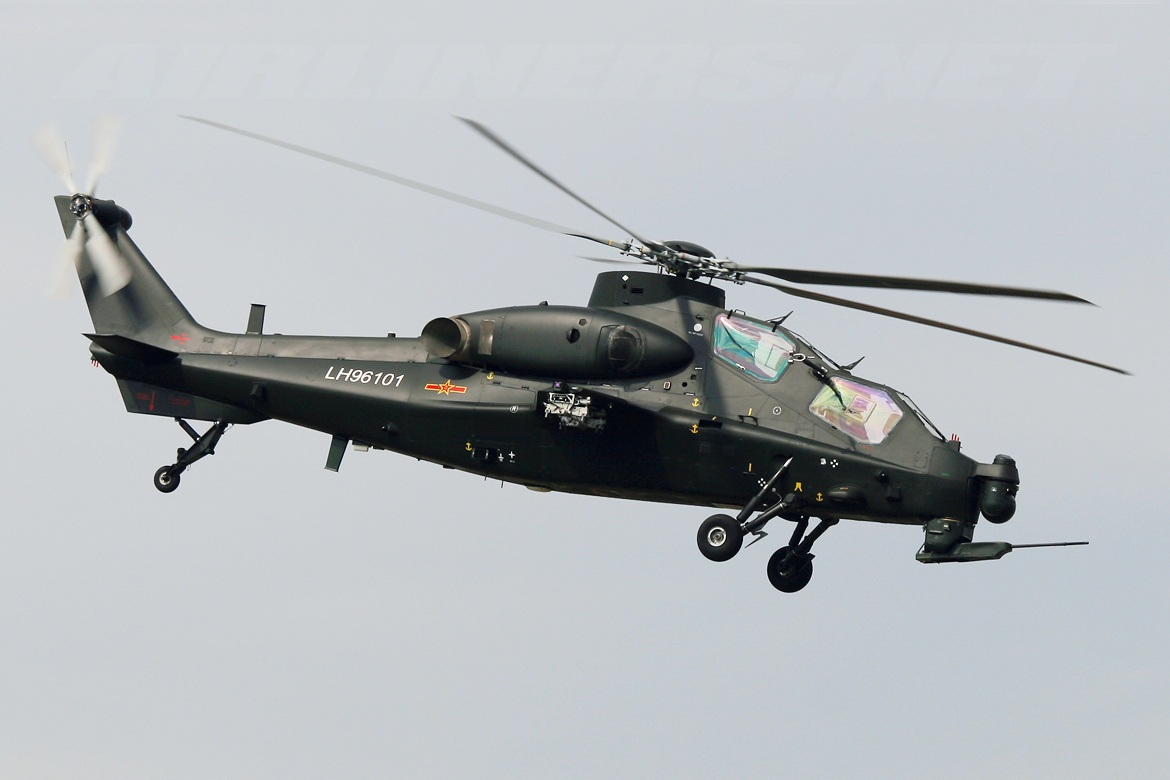
WZ-10 (LH96101)

### Technické údaje
- Posádka: 2
- Délka trupu: 13,46 m
- Průměr nosného rotoru: 13,00 m
- Výška s vyrovnávacím rotorem: 3,85 m
- Hmotnost prázdného stroje: 5540 kg
- Max. vzletová hmotnost: 7850 kg
- Pohonná jednotka: 2× turbohřídelový motor PT6C-67C
- Výkon pohonných jednotek: 1250 kW

### Výkony
- Maximální rychlost: 308 km/h
- Cestovní rychlost: 270 km/h
- Dostup – statický: 1800 m
- Dostup – dynamický: 6400 m
- Stoupavost: 14 m/s
- Dolet: 800 km

### Výzbroj
- 4 zvěsníky pro 1200 kg výzbroje[1]
- 1× kanón